# Bradyagaue bradypus
Bradyagaue bradypus is een mijtensoort uit de familie van de Halacaridae. De wetenschappelijke naam van de soort is voor het eerst geldig gepubliceerd in 1949 door Newell.